# Saison 2013-2014 du RCD Espanyol
Maillots
Chronologie
Saison suivante
La saison 2013-2014 du RCD Espanyol est la 112e de l'histoire du club et la 79e en championnat d'Espagne de football. Le club est également en lice en Coupe du Roi.

## Saison
Durant cette saison, Javier Aguirre est l'entraîneur de l'Espanyol. La saison s'avère difficile pour le club en championnat qui subit de nombreuses défaites. Néanmoins, les Catalans finissent 14e de la Liga avec un total de 42 points et peut compter sur son buteur Sergio Garcia. Le RCD réalise un beau parcours en Coupe d'Espagne, se faisant éliminer en quart de finale par le Real Madrid.

## Statistiques

### Classement en championnat
Mis à jour le 20 mai 2015
| Rang | Équipe             | Pts | J  | G  | N  | P  | Bp  | Bc | Diff |
| ---- | ------------------ | --- | -- | -- | -- | -- | --- | -- | ---- |
| 1    | Atlético Madrid    | 90  | 38 | 28 | 6  | 4  | 77  | 26 | +51  |
| 2    | FC Barcelone T S   | 87  | 38 | 27 | 6  | 5  | 100 | 33 | +67  |
| 3    | Real Madrid C C1   | 87  | 38 | 27 | 6  | 5  | 104 | 38 | +66  |
| 4    | Athletic Bilbao    | 70  | 38 | 20 | 10 | 8  | 66  | 39 | +27  |
| 5    | Séville FC C3      | 63  | 38 | 18 | 9  | 11 | 69  | 52 | +17  |
| 6    | Villarreal CF P    | 59  | 38 | 17 | 8  | 13 | 60  | 44 | +16  |
| 7    | Real Sociedad      | 59  | 38 | 16 | 11 | 11 | 62  | 55 | +7   |
| 8    | Valence CF         | 49  | 38 | 13 | 10 | 15 | 51  | 53 | -2   |
| 9    | Celta Vigo         | 49  | 38 | 14 | 7  | 17 | 49  | 54 | -5   |
| 10   | Levante UD         | 48  | 38 | 12 | 12 | 14 | 35  | 43 | -8   |
| 11   | Málaga CF          | 45  | 38 | 12 | 9  | 17 | 39  | 46 | -7   |
| 12   | Rayo Vallecano     | 43  | 38 | 13 | 4  | 21 | 46  | 80 | -34  |
| 13   | Getafe CF          | 42  | 38 | 11 | 9  | 18 | 35  | 54 | -19  |
| 14   | Espanyol Barcelone | 42  | 38 | 11 | 9  | 18 | 41  | 51 | -10  |
| 15   | Grenade CF         | 41  | 38 | 12 | 5  | 21 | 32  | 56 | -24  |
| 16   | Elche CF P         | 40  | 38 | 9  | 13 | 16 | 30  | 50 | -20  |
| 17   | UD Almería P       | 40  | 38 | 11 | 7  | 20 | 43  | 71 | -28  |
| 18   | CA Osasuna         | 39  | 38 | 10 | 9  | 19 | 32  | 62 | -30  |
| 19   | Real Valladolid    | 36  | 38 | 7  | 15 | 16 | 38  | 60 | -22  |
| 20   | Bétis Séville      | 25  | 38 | 6  | 7  | 25 | 36  | 78 | -42  |

Qualifications européennes
Ligue des champions 2014-2015
- 1er 2e et 3e : phase de groupes
- 4e : tour de barrages pour non-champions

Ligue Europa 2014-2015
- 5e : phase de groupes
- 6e : tour de barrages
- 7e : 3e tour de qualification

Relégation
- 18e, 19e et 20e : relégation en Liga Adelante

Abréviations
T : Tenant du titre

C : Vainqueur de la Coupe du Roi 2013-2014

S : Vainqueur de la Supercoupe d'Espagne 2013

C1 : Vainqueur de la Ligue des champions de l'UEFA 2013-2014

C3 : Vainqueur de la Ligue Europa 2013-2014

P : Promus de Liga Adelante